# Christian Ernst Stölzel

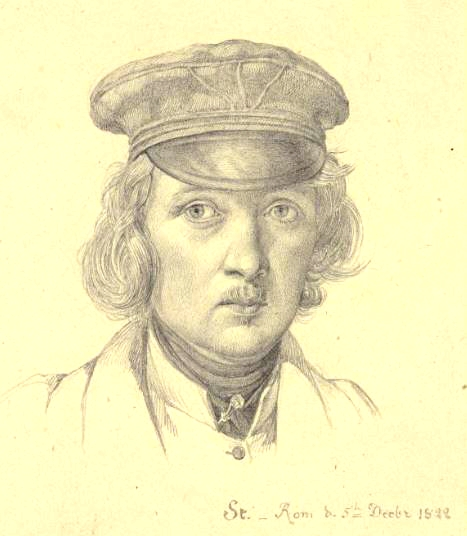
Selbstbildnis (1822)

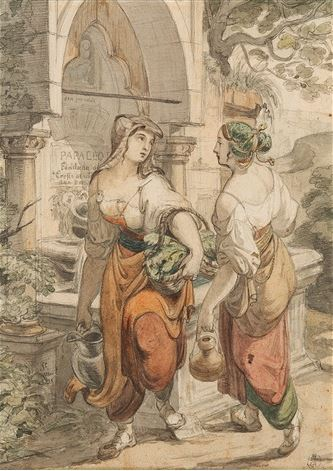
Zwei Römerinnen am Brunnen

Christian Ernst Stölzel (* 10. Februar 1792 in Dresden; † 4. April 1837 ebenda) war ein deutscher Maler, Radierer und Kupferstecher.

## Leben
Christian Ernst Stölzel wurde als Sohn des Christian Friedrich Stölzel, Kupferstecher und Professor, geboren. Er hatte noch einen Bruder und eine Schwester.
Seinen ersten Schulunterricht erhielt er gemeinsam mit seinen Geschwistern bei seinem Vater; im Alter von 16 Jahren beschloss er Kupferstecher zu werden. Er kam auf die Akademie der Bildenden Künste zum Hofbaumeister Gottlob August Hölzer, der ihm Unterricht in der Perspektive erteilte. Seine Mitschüler waren unter anderem Dietrich Wilhelm Lindau und Joseph Anton Dräger.
Im darauffolgenden Jahr besuchte er 1809 die Winterabende den Gipssaal der Akademie und 1810 die Antiken-Kabinette.
Eine schwere Erkrankung von 1812 bis 1813 und seine Teilnahme 1813 bis 1814 am Frankreichfeldzug im Zuge der Befreiungskriege kosteten ihn und der Kunst drei Jahre.
Am 25. August 1822 begann er eine Reise zu Fuß nach Rom. Dort hielt er sich bis zu seiner Rückreise nach Dresden am 15. Mai 1828 auf, nachdem er zum Mitglied der Akademie der bildenden Künste in Perugia ernannt worden war, um nach Dresden zurückzukehren.
1830 wurde er in Dresden bei der Akademie der bildenden Künste als Zeichenlehrer angestellt.
Von seinen Schülern sind namentlich bekannt:
- Gustav Adolph Hennig;
- Georg Heinrich Busse.

Nach seinem Tod wurde Carl Gottlieb Peschel sein Nachfolger an der Akademie.
Er war zeit seines Lebens nie verheiratet.

## Werke
- Christian Ernst Stölzel bei artnet.
- Christian Ernst Stölzel bei deutsche fotothek.